# Jo de Roo

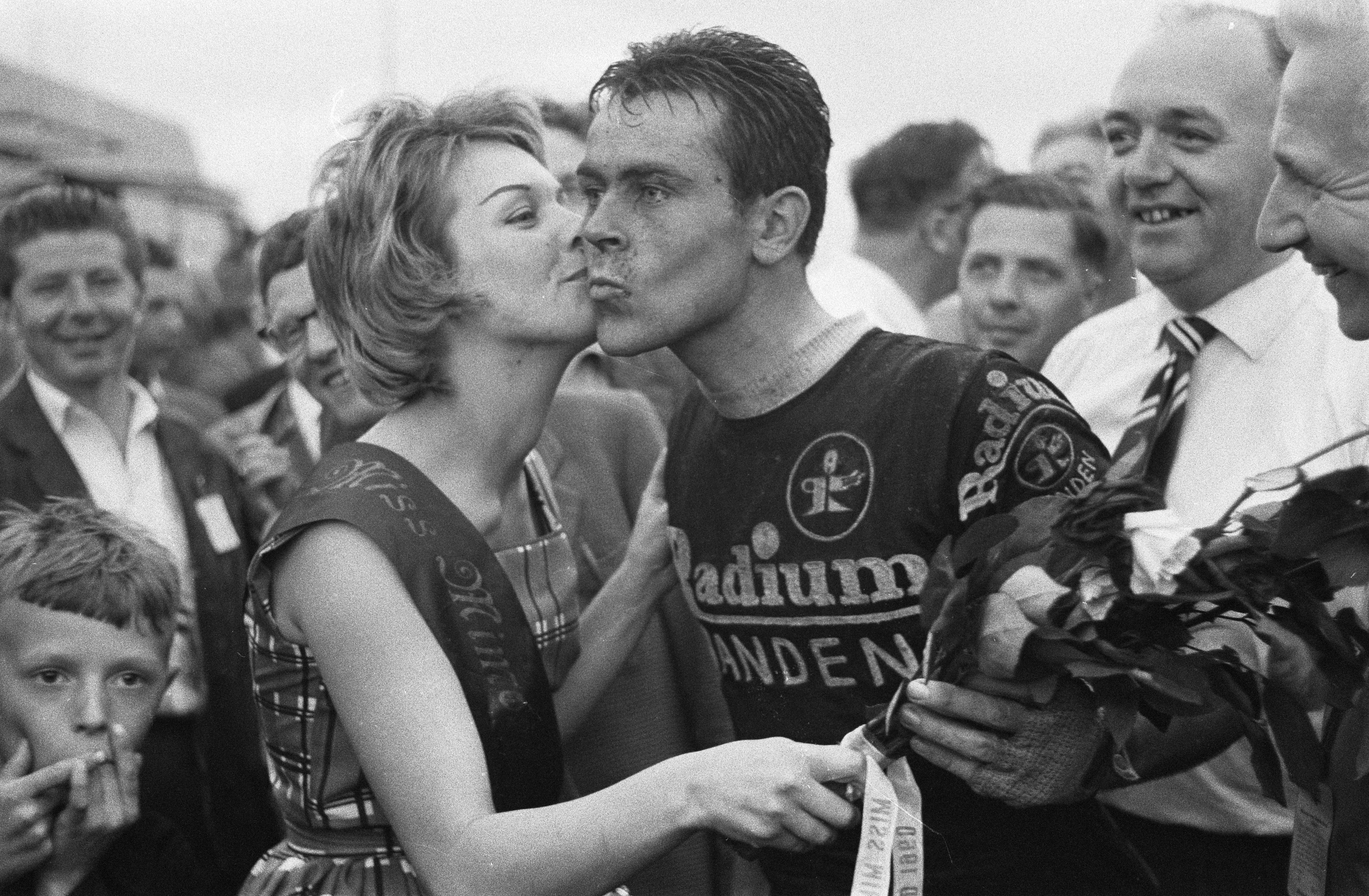
Jo de Roo nach einem Etappensieg bei der Niederlande-Rundfahrt 1960

Johan „Jo“ de Roo (* 5. Juli 1937 in Schore, heute zu Kapelle) ist ein ehemaliger niederländischer Radrennfahrer.
Neben dem Radsport war er auch ein erfolgreicher Eisschnellläufer, der als Jugendlicher mehrere Titel über 500 Meter und 1500 Meter erringen konnte. Das Eislaufen blieb für ihn eine Ergänzung zum Radsport. Jo de Roo war Profi von 1958 bis 1968. Er gewann in dieser Zeit je zwei Mal die Klassiker Flandern-Rundfahrt, Paris–Tours und die Lombardei-Rundfahrt (1962 und 1963) sowie drei Etappen der Tour de France und eine der Vuelta a España. Insgesamt holte er 46 Siege.
1957 hatte de Roo seine ersten Erfolge als Amateur, im Jahr darauf wurde er Profi und fuhr fünf Jahre lang im selben Team wie Jacques Anquetil. 1959 gewann er gemeinsam mit Jean Palmans das Sechstagerennen von Antwerpen, 1960 den Giro di Sardegna.
1962 war sein erfolgreichstes Jahr, in dem er Paris–Tours, den Giro di Lombardia sowie Bordeaux–Paris gewann. Nach dem Rennen Paris–Tours wurde ihm das Gelbe Band („Ruban Jaune“) überreicht, da er die bisher bei Klassikern erzielte höchste Durchschnittsgeschwindigkeit überboten hatte. Bei der Lombardei-Rundfahrt besiegte er den Italiener Livio Trapè, den er einholte, nachdem dieser durch das Anschieben italienischer Zuschauer an der Murro di Sormano einen Vorsprung hatte. Im selben Jahr erhielt er auch die holländische Gerrit-Schulte-Trophäe als bester niederländischer Straßenfahrer und gewann am Ende der Saison die Gesamtwertung des Super Prestige Pernod für den besten Fahrer der Saison bei den wichtigsten Radrennen der Saison.
1963 wiederholte de Roo seine Erfolge bei den Herbstklassikern Paris–Tours und dem Giro di Lombardia. 1964 und 1965 wurde er niederländischer Straßenmeister und gewann 1965 die Ronde van Vlaanderen sowie den Omloop Het Volk. In seinen letzten beiden aktiven Jahren fuhr er im selben Team (Willem II-Gazelle) wie Peter Post und Rik Van Looy. 1968 trat er zurück.
Nach dem Ende seiner aktiven Radsportlaufbahn eröffnete de Roo drei Geschäfte für Luxus-Haushaltswaren in Goes und Vlissingen, ging jedoch insolvent. Darüber zerbrach seine Familie.
2015 wurde das Buch Jo de Roo, wielerheld (Autor: René van den Berge) veröffentlicht. Anlässlich der Buchpräsentation sagte der inzwischen 77-Jährige in einem Interview: „Ich war kein Topfahrer [...] schlimmer noch, manchmal war ich richtig schlecht.“ Im selben Jahr wurde in Goes im Beisein von 300 Radsportlern und von Jo de Roo selbst, der aus dem nahegelegenen Schore stammt und heute in Biezelinge lebt, eine 114 Kilometer langer Radfernweg speziell für Radrennfahrer eröffnet, die den Namen Jo de Roo-fietsroute trägt und von Goes nach ’s-Heer Hendrikskinderen führt. De Roo selbst trainiert jede Woche noch mehrmals auf dem Rad.